# Ham-en-Artois
Ham-en-Artois è un comune francese di 1 015 abitanti situato nel dipartimento del Passo di Calais nella regione dell'Alta Francia.

## Società

### Evoluzione demografica
Abitanti censiti